# Andreas Cramer (Politiker, † 1679)
Andreas Cramer (* vor 1620 in Magdeburg; † 11. Dezember 1679 in Schleswig) war ein deutscher Politiker und schleswig-holsteinisch-gottorfischer Staatsmann.

## Leben
Die Namen der Eltern Andreas Cramers sind nicht bekannt; Kindheit, Jugend und Ausbildung ebenso. Weder seine Charakterzüge noch ein Bildnis von ihm sind dokumentiert. Er schloss sich wahrscheinlich in jungen Jahren dem Heer von Gustav II. Adolf an. Während der Schlacht bei Breitenfeld 1631 erlitt er schwere Verletzungen. Anschließend lebte er für einige Zeit in Magdeburg. Ein folgendes Jurastudium beendete er mit der Promotion.
Ab 1639 arbeitete Cramer für Graf Anton Günther von Oldenburg. Im April 1655 folgte er einem Ruf des herzoglich gottorfischen Hofes, wo er als gräflich oldenburgischer Rat tätig war. 1659 wurde er zum gottorfischen Hof- und Kanzleirat ernannt. Ab 1665 arbeitete er als Kammerrat, ab 1671 als Geheimer Rat.
Cramer gelang dieser sozialer Aufstieg auch mit Hilfe seiner drei Ehen. Am 13. November 1639 heiratete er in erster Ehe in Hamburg Maria Elisabeth Schultz. In zweiter Ehe heiratete er am 19. Mai 1655 in Schleswig Clara Danckwerth. Ihr Vater Joachim Danckwerth (1606–1656), der jüngere Bruder von Casper Danckwerth, war schleswig-gottorfischer Rentmeister. Clara starb zwar schon nach nur einem Jahr Ehe im Mai 1656, doch Cramer gelangte durch diese Ehe in den Besitz des Adelsgutes Hoyersworth in Eiderstedt. Das Ehepaar hatte einen Sohn. In dritter Ehe heiratete Cramer am 27. Februar 1659 in Tönning Augusta Maria Hecklauer (1634–1668). Ihr Vater war der gottorfische Amtsinspektor (und Orgelbauer) Johannes Hecklauer (1596–1652). Aus dieser Ehe hatte er vier Söhne. Darüber hinaus hatte er mehrere Töchter.

## Wirken in der Politik
Durch seinen Schwager Friedrich Hecklauer trat Cramer am Hof des Herzogs der sogenannten „Hecklauerschen Gruppe“ bei, die sich teilweise gegen führende Politiker wie Johann Adolph Kielmann von Kielmannsegg positionierte. 1660 empfahl Cramer dem Herzog, gegen den einheimischen Adel vorzugehen und diesen in seiner Macht zu beschneiden. Ihre Positionen sollten von tüchtigen, nichtadligen Kindern vom Land ausgefüllt werden.
Da Cramer gut zu schreiben verstand, übernahm er zahlreiche diplomatische Sendungen und nahm an vielen Verhandlungen teil. Gemeinsam mit dem dänischen Diplomaten Friedrich von Ahlefeldt reiste er als Abgesandter nach dem Tod des Herzogs Friedrich III. zum Kaiser. Am dortigen Hof nahm er für Christian Albrecht dessen Anteil am Lehen Holsteins entgegen. In den 1660er und 1670er Jahren nahm er als einer der wesentlichen Unterhändler an Verhandlungen zur Sukzession in Oldenburg teil. Dazu schrieb er 1663 eine umfangreiche Deduktion.
Um den Frieden von Kopenhagen zu sichern, setzte sich Cramer für eine versöhnliche Politik gegenüber Dänemark ein. Er verhandelte den Glückstädter Rezess und den zwischen Christian Albrecht und Friederike Amalie von Dänemark geschlossenen Ehevertrag von 1667 mit. Da er in Opposition zu Gruppe um Johann Adolph Kielmann von Kielmannsegg stand, wurde er erst nach dessen Rückzug nach Hamburg 1671 zum Geheimen Rat ernannt. Wenig später schloss der Herzog Cramer, dem er aufgrund dessen Ablehnung von Kielmannsegg misstraute, wieder von vertraulichen Beratungen aus. Wahrscheinlich hatte hierauf auch Schweder Dietrich Kleihe hingewirkt, der als schwedischer Beauftragter den gottorfischen Hof betreute.
Als Kielmann von Kielmannsegg 1672/73 mit Dänemark über Entschädigungen für den Verzicht Gottorfs auf Oldenburg verhandelte, beschwerte er sich, dass Cramer den Dänen nicht ausreichend entgegenkommen wollte. Bei den Verhandlungen in Rendsburg im Juni 1675 befürworte Cramer allerdings von Kielmannseggs Vorschläge für ein Tauschgeschäft mit den Dänen, mit dem die dänische Krone zufriedengestellt werden sollte. Die Verhandlungen mit den Dänen endeten im Rendsburger Vergleich, der für den Herzog demütigend war. Kielmann von Kielmannsegg und dessen Söhne wurden von den Dänen in Haft genommen. Cramers Schwager, der Oberst Hans Walter, der langjährige Kommandant der Festung Tönning, wurde zur Übergabe der Festung an den dänischen König gezwungen. Walter folgte diesem Befehl erst, nachdem Cramer ihm eine vom Herzog persönlich unterschriebenen Aufforderung überbracht hatte. Anschließend trat er in dänische Dienste. Diese Vorfälle beendeten das Vertrauensverhältnis zwischen Christian Albrecht und Cramer. Der Herzog beschuldigte Cramer und dessen Schwager später, bei der Übergabe der Festung an die Dänen unverantwortlich gehandelt zu haben. Cramer schied daher aus der Nachfolge der Regierungsgeschäfte des Herzogs, die sich nun in Hamburg befanden, aus.
Trotz des gestörten Verhältnisses wurde Cramer nochmals für den Herzog tätig: im Herbst 1676 reiste er gemeinsam mit Landrat Jasper von Buchwaldt nach Kopenhagen. Dort verhandelte er über ein schleswigsches Lehen, das er ggf. mitnehmen wollte. Als jedoch im selben Jahr Friedrich Hans Gloxin, der zwei Jahre zuvor aus den Diensten des gottorfischen Hofes ausgetreten war, eine Tochter Cramers heiratete, wurde das Vertrauensverhältnis zwischen Cramer und dem Herzog erneut belastet.
Im Frühjahr 1677 ereignete sich ein Konflikt zwischen Oberst Walter und Major Rantzau, für den der Herzog Wiedergutmachung forderte. Der neue Kanzler Hermann Höpfner von Cronstedt, der zuvor überlegt hatte, Cramer in das herzogliche Konsilium aufzunehmen, sah aus diesem Grund von dessen Berufung ab. Cramer arbeitete daraufhin bis Lebensende als Kammerrat. Er wurde in Schleswig beigesetzt.

## Schriften
- Actenmessige und zu Recht vestgegründete Ursachen/ Warumb die Königl. Mayest. zu Dennemarck/ Norwegen ... und zu Schleßwig Holstein/ Stormarn und der Dithmarschen mitregierende HochFürstl. Durchl. Zu denen in würcklichem Besitz habenden Graffschafften Oldenburg und Delmenhorst allein und privative berechtiget/ Und das Fürstliche Haus Plöen/ respective die mit angemassete Consorten, mit ihrem Gesuch nicht zu hören/ sondern allerdings abzuweisen seyn, 1670